# 山村長太夫 (5代目)
五代目 山村長太夫（ごだいめ やまむら ちょうだゆう、1688年 - 18世紀）は、歌舞伎の座元（劇場経営者）、歌舞伎役者である。「江島生島事件」に連座したことで知られる、江戸・木挽町五丁目（現在の東京都中央区銀座5丁目）の「山村座」最後の経営者である。襲名前の名は山村 七十郎（やまむら しちじゅうろう）、山村 三郎兵衛（やまむら さぶろべえ）の別名ももつ。

## 人物・来歴
1688年（元禄元年）に生まれる。三代目山村長太夫の実子であるとも、養子であるともされている。父・三代目は、山村座の創設者である初代山村長太夫の甥であり、初代の子・二代目山村長太夫の養子である。四代目山村長太夫は、父にとっては養子、五代目にとっては兄にあたり、四代目を襲名した延宝年間（1673年 - 1681年）には、まだ五代目は生まれていなかった。五代目は、襲名前の名を山村七十郎といい、父・三代目の養子入り前の初名である「岡村七十郎」と名が同一である。
満9歳を迎える1697年（元禄10年）ごろ、第五代長太夫を襲名しており、幼少にして山村座の座元を継承する。このとき四代目は隠居・剃髪し、浄閑と改名している。この元禄期に、山村座は、中村座（堺町、現在の中央区日本橋人形町）、市村座（葺屋町、現在の中央区日本橋人形町3丁目）、森田座（のちの守田座、木挽町五丁目、現在の中央区銀座5丁目）とともに官許を得た。五代目の時代、1700年（元禄13年11月）には『頼政万年暦』、つづいて1701年（元禄14年1月）には『けいせい三鱗形』を同座において初演している。1713年（正徳4年4月）には、二代目市川團十郎が助六を演じた出世作『花館愛護桜』を同座において初演している。
満26歳となる1714年（正徳4年）、五代目自らが10年契約をして買い切った人気役者の生島新五郎らが起こした「絵島生島事件」に連座、伊豆大島に遠島（流罪）を申し付けられる。それとともに、同年、山村座は廃絶処分となり、1642年（寛永19年）の創設以来、「江戸四座」に数えられて栄華を誇り、72年に及んだ同座の歴史を閉じた。これにより「江戸四座」は「江戸三座」になる。
28年が経過した1742年（寛保2年）には、遠島処分を解除されて江戸に戻るが、すでに満54歳を迎える年になっていた。このとき三宅島に流された生島新五郎も江戸にもどったが、翌1743年1月30日（寛保3年1月5日）に生島は没したとされる。五代目の正確な没年は不詳であるが、18世紀には亡くなっている。

## 演じた俳優
劇場用映画・テレビ映画等で五代目を演じた俳優の一覧である。
- 香川良介 - 『絵島生島』（監督大庭秀雄、1955年10月30日公開）[11]
- 野口元夫 - 『男は度胸』（原作柴田錬三郎、1970年10月9日 - 1971年10月1日放送）[12]
- 中村錦司 - 『大奥』（監督村山新治、1983年4月5日 - 1984年3月27日放映）[13]
- 平泉成 - 『大奥』（監督林徹、2006年12月23日公開）
- 石橋蓮司 - 『忠臣蔵 瑤泉院の陰謀 第一部 刃傷・松の廊下』（監督重光亨彦、2007年1月2日放映）[14]
- 西山清孝 - 『徳川風雲録 八代将軍吉宗』（監督藤岡浩二郎、2008年1月2日放映）[15]